# Eunicea sayoti
Eunicea sayoti är en korallart som beskrevs av Duchassaing och Michelotti 1860. Eunicea sayoti ingår i släktet Eunicea och familjen Plexauridae. Inga underarter finns listade i Catalogue of Life.